# Katolička Crkva u Belizeu
Katolička Crkva u Belizeu je vjerska zajednica u Belizeu, dio opće Katoličke Crkve u punom zajedništvu s rimskom kurijom i papom, trenutno Franjom. Biskupi Belizea su članovi Antilske buskupske konferencije.
U Belizeu je oko 150 000 katolika, koji čine oko 50% ukupnog broja stanovništva. 
Belize je pod jurisdikcijom dijeceze Belize City-Belmopan.
Nuncijatura u Belizeu je kombinirana s nuncijaturom u Salvadoru. Sadašnju funkciju nuncija u Belizeu obnaša nadbiskup Léon Kalenga Badikebele.

## Popis nuncija u Belizeu
- Paul Fouad Tabet (11. veljače 1984. – 8. rujna 1984.)
- Manuel Monteiro de Castro (16. veljače 1985. – 21. kolovoza 1990,)
- Giacinto Berloco (5. lipnja 1998. – 24. veljače 2005.)
- Luigi Pezzuto (7. lipnja 2005. – 17. studenog 2012.)
- Léon Kalenga Badikebele (13. travnja 2013. -  danas)

## Vanjske poveznice
- Catholic-hierarchy.org